# Курочкин, Николай Степанович
Никола́й Степа́нович Ку́рочкин (2 [14] июня 1830, Санкт-Петербург — 2 [14] декабря 1884, Санкт-Петербург) — русский поэт, переводчик и публицист, редактор; брат Василия и Владимира Курочкиных.

## Биография
Родился 2 (14) июня 1830 года в Санкт-Петербурге.
Окончил Медико-хирургическую академию, работал врачом. В 1855 году был призван на военную службу. После окончания Крымской войны вышел в отставку. Выдержал экзамен на степень доктора медицины, но диссертации защищать не стал. Занимался частной практикой. В 1858 году в Одессе поступил на службу в Русское общество пароходства и торговли. Корабельным врачом плавал на судах. Посетил Францию, Италию, Ближний Восток. В 1860 году вернулся в Петербург и окончательно оставил медицину.

## Литературная деятельность
Ещё в 1847 году опубликовал в журнале «Пантеон» перевод с французского языка романа Арсена Уссе «Три сестры».
В 1849 году в журнале «Сын отечества» опубликовал два стихотворения, в 1850—1851 — повесть «Недоразумение», несколько фельетонов, стихотворений.
С 1860 года разделяя труд по редакции «Искры» с братом Василием, поместил в ней множество стихотворений, подписанных разными псевдонимами (Преображенский, Шерере и др.). Переводил, в стихах, Джузеппе Джусти и других итальянских поэтов. В 1861—1862 редактировал «Иллюстрацию» Баумана, в 1865—1867 — «Книжный вестник».
С 1868 года стал постоянным сотрудником «Отечественных записок», в которых появились его крупные этюды: «Западная наука на русской почве», «Европейская наука у себя дома», «Анри Рошфор и его Фонарь», «Годы развития Прудона», а также статьи из Парижа и Милана (1874—1876).
В последние годы все денежные средства Курочкина, скованного неизлечимой болезнью, заключались в пенсии от «Отечественных записок», назначенной ему Н. А. Некрасовым. Уже близкий к смерти, он сочинял сатирические стихотворения и весёлые пародии (под псевдонимами Скорпионова и др.), печатавшиеся в «Наблюдателе».